# Notommata silpha
Notommata silpha är en hjuldjursart som först beskrevs av Gosse 1887.  Notommata silpha ingår i släktet Notommata och familjen Notommatidae. Arten är reproducerande i Sverige. Inga underarter finns listade i Catalogue of Life.